# Rezowo
Rezowo (także Rezewo, bułg. Резово) – wioska w południowo-wschodniej Bułgarii, przy granicy z Turcją, którą tworzy Rezowska reka, uchodząca tutaj do Morza Czarnego.
Administracyjnie należy do gminy Carewo.

## Historia
Miejscowość wzmiankowana była w dokumentach osmańskich jako Rezvi, zamieszkała przez rodziny chrześcijańskie. W XVIII wieku miał się tu znajdować port. Lokalizacja wsi kilkukrotnie się zmieniała, m.in. z powodu ataków piratów. W 1903 roku mieszkańcy wzięli udział w antytureckim powstaniu, w wyniku czego większość osady zniszczono, a ocaleli ludzie wybudowali domy w dzisiejszym miejscu.
Po wojnach bałkańskich w 1913 roku Rezowo znalazło się w granicach Carstwa Bułgarii i przyjęło pewną liczbę uchodźców z terenów Tracji pozostałych przy Turkach. W okresie międzywojennym ludność trudniła się rybołówstwem, hodowlą bydła, rolnictwem oraz pozyskiwaniem drewna, które spławiano rzeką.
W czasach komunistycznych teren ten był zamkniętą strefą graniczną z wrogim obozem politycznym i cudzoziemcy nie mieli tutaj wstępu.

## Współczesność
Od czasu wejścia Bułgarii do Unii Europejskiej miejscowość stała się dostępna dla wszystkich, choć przy jedynej drodze dojazdowej zachowały się zasieki, budki strażnicze i informacje o zakazie fotografowania. Turystów przyciąga możliwość znalezienia się tuż przy samej granicy tureckiej (mimo braku przejścia granicznego; po drugiej stronie znajduje się wioska Beğendik) - po obu stronach ustawiono duże tablice z nazwami krajów oraz flagi państwowe.
Inną atrakcją jest położona kilka kilometrów na północ plaża Silistar oraz niewielkie, miejscowe skaliste plaże. W Rezowie działają również dwie restauracje; dostępne są także miejsca noclegowe.